# Волиця (Ясельський повіт)
Волиця (пол. Wolica) — село в Польщі, у гміні Ясло Ясельського повіту Підкарпатського воєводства.
Населення — 806 осіб (2011).
У 1975-1998 роках село належало до Кросненського воєводства.

## Демографія
Демографічна структура станом на 31 березня 2011 року:
|          | Загалом | Допрацездатний вік | Працездатний вік | Постпрацездатний вік |
| -------- | ------- | ------------------ | ---------------- | -------------------- |
| Чоловіки | 404     | 91                 | 267              | 46                   |
| Жінки    | 402     | 96                 | 234              | 72                   |
| Разом    | 806     | 187                | 501              | 118                  |